# 4-スルホ安息香酸-3,4-ジオキシゲナーゼ
4-スルホ安息香酸-3,4-ジオキシゲナーゼ（4-sulfobenzoate 3,4-dioxygenase）は、次の化学反応を触媒する酸化還元酵素である。
4-スルホ安息香酸 + NADH + H+ + O2 {\displaystyle \rightleftharpoons } 3,4-ジヒドロキシ安息香酸 + 亜硫酸 + NAD+
反応式の通り、この酵素の基質は4-スルホ安息香酸とNADHとH+とO2、生成物は3,4-ジヒドロキシ安息香酸と亜硫酸とNAD+である。補因子として鉄とFMNとフラボタンパク質を用いる。
組織名は4-sulfobenzoate,NADH:oxygen oxidoreductase (3,4-hydroxylating, sulfite-forming)で、別名に4-sulfobenzoate dioxygenase、4-sulfobenzoate 3,4-dioxygenase systemがある。